# Spendensiegel
Ein Spendensiegel ist ein Gütesiegel, das gemeinnützigen Organisationen verliehen wird, wenn die ordnungsgemäße Verwendung der anvertrauten Spenden bescheinigt wurde. Das Kontrollgremium, das das Spendensiegel vergibt, stellt hierzu definierte Prüfkriterien auf. Spendensiegel sollen Spendern und sozialen Investoren Orientierung zur Qualität der Arbeit der jeweiligen Organisation geben. Neben Spendensiegeln gibt es auch Auszeichnungen und Preise, die Organisationen für besondere Leistungen in einzelnen Bereichen ihrer Arbeit auszeichnen. Weitere Qualitätsindikatoren sind freiwillige Selbstverpflichtungen.

## Europa
Ein offizielles Spendensiegel der Europäischen Union gibt es nicht.

### Deutschland
Ein offizielles Spendensiegel der Bundesrepublik Deutschland gibt es nicht. Lediglich in Rheinland-Pfalz werden Spendensammlungen auf Landesebene durch die ADD überwacht. Daneben existieren folgende Zertifizierungen nicht-staatlicher Institutionen, die teilweise kostenpflichtig sind.

DZI-Siegel

- DZI-Spenden-Siegel (DZI): Das DZI prüft gemeinnützige  Organisationen auf die Verwendung ihrer Spendengelder. Organisationen, die die Spenden nachweislich transparent, zweckgerichtet, sparsam und wirtschaftlich verwenden, sind zum Tragen des DZI Spenden-Siegels berechtigt. Die Beantragung des Siegels kostet mindestens die jährliche Grundgebühr von 500 Euro und einen Zusatzbetrag von 0,035 Prozent der jährlichen Gesamteinnahmen der Organisation. Die Kostenobergrenze liegt bei 12.000 Euro jährlich, diese ist unabhängig vom Spendenaufkommen. Für Erstanträge wird eine zusätzliche Gebühr von 1.000 Euro erhoben.[3] Aufgrund der Kosten und jährlichen Gebühren richtet sich das Siegel daher auch eher an größere Organisationen mit entsprechendem Umsatz bzw. entsprechenden Einnahmen.

PHINEO Wirkt-Siegel

- Das Phineo-Wirkt!-Siegel: Phineo vergibt ein Siegel an gemeinnützige Projekte, die sich durch ein besonders hohes Wirkungspotenzial auszeichnen. Die Analyse der Projekte und Trägerorganisationen sowie das Siegel sind kostenfrei.[4]
- TÜV Zertifikat: Der TÜV Thüringen vergibt ein Zertifikat, das besonders auf die innere Organisation der potenziellen Siegelträger abzielt. Diese wird geprüft und gezielte Schulungen werden angeboten.[5]

#### Freiwillige Selbstverpflichtungen

Logo der Initiative Transparente Zivilgesellschaft

- Initiative Transparente Zivilgesellschaft: Die „Initiative Transparente Zivilgesellschaft“ wurde im Juni 2010 von Transparency International Deutschland e. V. ins Leben gerufen. Organisationen, die der Initiative beitreten, verpflichten sich freiwillig, bestimmte Informationen auf ihrer Website transparent und leicht zugänglich zu veröffentlichen und unterzeichnen die Selbstverpflichtungserklärung. Nach Unterzeichnung dürfen sie das Logo der Initiative auf ihrer Website veröffentlichen. Die Teilnahme ist kostenfrei.[6]

- Deutscher Spendenrat: Der Deutsche Spendenrat ist ein Dachverband Spenden sammelnder gemeinnütziger Organisationen. Er ist ein eingetragener Verein mit Sitz in Berlin, dem private und kirchliche Vereinigungen aus den Tätigkeitsbereichen der humanitären Hilfe, des Tier-, Arten- und Naturschutzes angehören. Die Mitglieder des Spendenrats haben sich verpflichtet, Regeln wie standardisierte Rechnungsprüfung, sachliche Werbung und zweckgerichtete Mittelverwendung einzuhalten.

#### Auszeichnungen und Preise

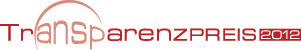
Logo des Transparenzpreises 2012

- Transparenzpreis: Der Transparenzpreis war eine Auszeichnung, die von PricewaterhouseCoopers (PwC) Deutschland seit 2005 an gemeinnützige Organisationen vergeben wurde, die ihre Spender in besonderem Maße über Ziele, Aktivitäten, ihre internen Strukturen und die Verwendung ihrer Mittel informierten. Die Informationen wurden anhand eines Kriterienkataloges ausgewertet, den PwC gemeinsam mit der Georg-August-Universität Göttingen entwickelte. Der Transparenzpreis wurde zuletzt 2014 verliehen.[7]

### Italien
- Sicher Spenden ist ein System zur Zertifizierung für gemeinnützige Organisationen mit Sitz in Südtirol, die zur Finanzierung ihrer Tätigkeiten Spenden sammeln.[8]

### Österreich
- Die Kammer der Wirtschaftstreuhänder vergibt das Österreichische Spendengütesiegel für gemeinnützige Organisationen als Beweis für die korrekte Verwendung von Spenden.

### Schweiz
- ZEWO vergibt das ZEWO-Gütesiegel.[9]

Das Zewo-Gütesiegel

- SEA: Trägerschaft des SEA-Ehrenkodex[10]

## USA
- Charity Navigator

## England und Wales
- Charity Commission for England and Wales